# Justo Arosemena
Justo Arosemena Quesada (Panamá, Virreinato de Nueva Granada, 9 de agosto de 1817 - Colón, Colombia, 23 de febrero de 1896) fue un polimata, fue a su vez jurista, estadista, escritor, político, profesor, orador, economista, codificador, reformista, historiador y diplomático colombiano. Algunos autores afirman que Arosemena es «el panameño más relevante del siglo xix». Dedicó su vida a luchar por la autonomía política de Panamá, por lo que es considerado «el más ilustre de los panameños y padre de la nacionalidad panameña».
Arosemena estaba plenamente consciente de la posición estratégica del istmo de Panamá. A mediados del siglo XIX, se evidenciaba el expansionismo estadounidense hacia América; y por otro lado la agresiva influencia inglesa en Centroamérica. En atención a este panorama, idea un modelo de organización política, planteando que Panamá se convirtiera en un estado totalmente independiente, soberano y hanseático bajo la protección de Gran Bretaña, Francia, los Estados Unidos y Cerdeña, siendo dichos estados garantes, mediante un tratado, del libre comercio de todas las naciones del mundo a través del istmo. Esta idea fue planteada en un proyecto de ley que presentó al Congreso Neogranadino en 1857, el mismo no prosperó y fue duramente criticado por proponerlo.

## Biografía
Descendiente de españoles que se establecieron en el istmo de Panamá en el siglo XVII, dentro de los antepasados de Justo Arosemena se encontraban personajes como Felipe Arosemena, quien ejerció como alcalde, y Pablo Joseph Arosemena, quien fuese comerciante, Coronel del Regimiento de Milicias Blancas de Infantería y Caballero de la Real Orden de Carlos III. Respecto a este último, Justo Arosemena afirmó: «estas adquisiciones que se compraban entonces... y el Coronel don Pablo pudo muy bien pagar su Caballería con muchos miles de pesos genuinos que hizo en el comercio». El padre de Justo, Mariano Arosemena, al principio de su vida también se dedicó al comercio, pero en uno de sus viajes de negocios, en el que recorrió Perú y la Jamaica inglesa, conoció a algunos independentistas de Chile, Argentina, Venezuela y Nueva Granada, uniéndose así a la causa patriota. Esta adhesión haría que Mariano Arosemena figurara como uno de los próceres independentistas que firma el acta de Independencia del Istmo el 28 de noviembre de 1821.
Justo Arosemena nació el 9 de agosto de 1817, siendo sus padres don Mariano Arosemena y Dolores Quesada y Velarde. Según la historiadora Argelia Tello Burgos, Arosemena se caracterizó por ser un niño precoz que a los cinco años ya hablaba el inglés, aparte del español, por la estrecha relación que unía a su familia con una pareja británica. Realizó sus primeros estudios en el istmo, específicamente en la Escuela de Colombia y el Colegio de Panamá. Posteriormente fue enviado a Bogotá, donde ingresó al Colegio de San Bartolomé; allí recibiría las influencias de autores liberales como Jeremy Bentham y Benjamin Constant, y del materialismo ilustrado francés a través de autores como Antoine Destutt de Tracy. Para 1833, cuando Arosemena contaba con 16 años, recibió el grado de Bachiller en Humanidades y Filosofía. Este mismo año inició sus estudios de Derecho en la Universidad Central, para recibir en 1836 su grado de Bachiller en Jurisprudencia. Inmediatamente volvió a Panamá y comenzó a ejercer como abogado en el Consultorio de Esteban Febres. Para 1837 la Universidad del Magdalena e Istmo, hoy Universidad de Cartagena, le otorgó a Arosemena el título de doctor en Jurisprudencia.
En 1838 Arosemena comenzó su carrera como jurisconsulto y periodista, además de ser catedrático en el colegio del Istmo. En 1840, mientras era colaborador del Estado del Istmo, que estableció el general Tomás Herrera, Arosemena viajó a Estados Unidos, donde publicó su primera obra: Apuntamientos para la introducción a las ciencias morales y políticas. En 1842, Arosemena se encontraba en Perú, donde colaboraría con la redacción de periódicos como El Tiempo, El Peruano y La Guardia Nacional.
Justo Arosemena fue elegido diputado ante la Cámara Provincial de Panamá (1850-1851) y posteriormente ante el Congreso Nacional de Colombia (1852-1853). Durante este período realizó diversas recopilaciones de leyes con el fin de mejorar el manejo de las mismas. Igualmente, como estadista, realizó un arduo trabajo por una mayor autonomía de Panamá dentro de Colombia, que se reflejó muy bien en sus ideas sobre el federalismo como sistema de gobierno. Como resultado de las propuestas políticas presentadas por Arosemena al Congreso colombiano, y después de un primer intento que se vería frustrado por la Guerra Civil de 1853, se crearía el Estado Federal de Panamá en 1855, del cual Arosemena sería su primer presidente. No obstante, solo ocupó el cargo durante dos meses, entre julio y septiembre. En 1863 fue elegido presidente de la Convención Nacional de Rionegro, donde se creó una nueva constitución en la que Colombia pasó a ser un país federal compuesto por nueve Estados Soberanos, y llamado Estados Unidos de Colombia. 
Posteriormente, en 1864, Arosemena fue el representante de Colombia ante el Congreso Americano que se reunió en Lima, donde publicaría su texto Estudio sobre la idea de una Liga Americana. Era el enviado extraordinario y ministro plenipotenciario de Colombia en el Perú entre 1863 y 1866. También obtuvo ese rango diplomático en Chile y varias repúblicas centroamericanas.
En 1869, fue elegido presidente de la Asamblea Legislativa del Estado Soberano de Panamá. Durante su presidencia presentó una proposición en la que expresó su apoyo a los esfuerzos de Cuba por independizarse de España, siendo su proposición tan bien recibida en Colombia que su gobierno invitó al resto de los estados del continente a unirse para solicitar a España la liberación de la isla. En el congreso de Colombia se concretó un acto legislativo presentado por Arosemena para reconocer los derechos de beligerancia a los cubanos y fue aprobado de forma unánime. En el próximo año de 1870, fue elegido senador; a su llegada a Bogotá, es nombrado plenipotenciario para negociar un tratado con los Estados Unidos sobre la excavación de un canal interoceánico, más el tratado firmado entre ambas partes y aprobado por el poder ejecutivo no fue sancionado por el legislativo.
De 1871 a 1872 era el enviado extraordinario y ministro plenipotenciario en Francia y luego en el Reino Unido de 1873 a 1874. En 1878 impulsó la fundación de la primera biblioteca pública de Panamá, con la ayuda del educador Manuel José Hurtado y el político Buenaventura Correoso; a dicha biblioteca donó más de 60 volúmenes relacionados con la historia y el derecho. En 1877, es nombrado ministro residente de Colombia en los Estados Unidos y fue recibido en Washington D. C. por el presidente Rutherford B. Hayes en el 27 de octubre de 1877, ocupó el cargo por dos años. Fue ministro residente en los Estados Unidos de Venezuela en 1881 y también fue nombrado enviado extraordinario y ministro plenipotenciario en el mismo país desde septiembre de 1881 hasta junio de 1882; durante su puesto en Venezuela actuó como intermediario en el arreglo fronterizo entre ambos países y en el 14 de septiembre de 1881 firmó el tratado Arosemena-Guzmán. Se aproximaba el fin del período presidencial de Rafael Núñez que había de terminar en el 1 de abril de 1882, y este le transmitió su interés en convertir a Arosemena en su sucesor para el bienio de 1882 a 1884. No queriendo adquirir una elección impuesta por la fuerza, negó la propuesta. En el 4 de febrero de 1882, Arosemena se dirigió al presidente anticipándole su renuncia por terminar pronto lo que pudo hacer en materia de los tratados con Venezuela y por estar deseoso de regresar a su familia. Partió a Nueva York en el 15 de junio sin licencia de retiro dejando encargado de la legación al secretario Julio Borda; ahí, el Secretario de Relaciones Exteriores José M. Uricoechea le mandó un despacho en que le instó que su permanencia en ese puesto era necesaria. Reiteró su renuncia y en el 21 de agosto fue aceptada, extendiéndole sus letras de retiro. Arosemena dejó su puesto en difíciles condiciones diplomáticas entre Colombia y Venezuela, pero había eliminado una causa grave de contienda entre ambas naciones.
Al terminar su carrera diplomática en Venezuela, trabajó en el comercio, dedicándose especialmente a hacer propaganda a la firma comercial Camacho Roldán y Vengoechea de Nueva York. Se comprometió a efectuar un viaje en el término de cuatro meses por Centroamérica, empezando en Cartagena y terminando en Guatemala. Este viaje serviría también para distraerle después de años de trabajo diplomático así como de las dificultades de salud que estaba pasando su esposa, quien había sido confinada a un asilo de enfermos mentales. Llegó a Panamá en noviembre de 1882 y luego visitó a Cartagena y otras poblaciones costeras. Arregló los negocios de la casa comercial que representaba con amplios poderes y, en el 10 de diciembre, partió para su excursión en Centroamérica del puerto de Cartagena en el 10 de diciembre. Los principales puntos de su excursión centroamericana eran Granada, Managua, León, Corinto, La Libertad, San Salvador y Guatemala. Al pasar por estos puntos, dirigió cartas a la casa Camacho y Vengoechea conteniendo observaciones acerca de su comercio, industrias y progreso. Para el 18 de febrero pasó por Puntarenas y en el 21 llegó de regreso a Panamá.
Con el advenimiento del período conocido como la Regeneración, y promulgada la Constitución de Colombia de 1886, Arosemena se retiró de la política debido a que no comulgaba con las ideas y el régimen nuñista, ni mucho menos con la constitución centralista que regía al país. Fue abogado consultor de la Compañía del Ferrocarril de Panamá (1888). Durante el tiempo que antecede a su muerte se dedicó a escribir sobre temas jurídicos y económicos, entre otros. De este período cabe resaltar su texto La situación de la Moneda del Istmo, de 1894. Justo Arosemena murió el 23 de febrero de 1896 en Colón.
Su legado como jurista fue reconocido póstumamente al darle su nombre a la sede de la Asamblea Nacional de Panamá como Palacio Justo Arosemena. Además, escuelas privadas de gran prestigio en Ciudad de Panamá llevan su nombre.

## Padre de la nacionalidad panameña
En la historiografía panameña, Justo Arosemena es considerado el «padre de la nacionalidad panameña», debido a que fue el primer intelectual istmeño en plantear su existencia a mediados del siglo XIX.
Esta tesis es desarrollada ampliamente en su ensayo «El Estado Federal de Panamá», en donde hace una cronología de los movimientos autonomistas y separatistas, llevados a cabo por los istmeños, desde la colonia hasta el establecimiento de la primera república denominada Estado del Istmo en 1840.
Justo Arosemena afirmó en el citado ensayo, que el pueblo istmeño constituía una nacionalidad distinta a la neogranadina (actual nacionalidad colombiana). Diferentes pasajes de la obra, exponen sus argumentos para fundamentar esta tesis, entre los que se pueden anotar:
1. La geografía

El río Atrato parecería un límite mucho más natural entre esta i aquella entidad política, que lo es el cabo Gracias a Dios i el golfo Dulce entre el istmo de Panamá i el Estado de Costarica. No comunicándonos por tierra con las provincias granadinas limítrofes, i sí con nuestros vecinos de Occidente; ¿parecería más racional que el Istmo hiciese parte de la Nueva Granada que de CentroAmérica, o que fuese tan independiente como cualquiera otra de las actuales naciones de la América española? Tal es nuestro aislamiento, que toda suposición es igualmente natural, i si una gran catástrofe del globo sepultase al Istmo en el océano, i franquease así la navegación de norte a sur, el hecho no se haría notorio en Cartajena i el Chocó, sino cuando los marinos viesen sorprendidos que sus cartas hidrográficas no correspondían con la nueva configuración de las costas. Hoi mismo, cuando los volcanes de Centroamérica sacuden fuertemente la tierra, la conmoción sehace sentir en todas las provincias istmeñas, pero rara vez atraviesa los ríos i las montañas que nos separan de las demas que siguen hacia el oriente. La naturaleza dice que allí comienza otro país, otro pueblo, otra entidad, i la política no debe contrariar sus poderosas e inescrutables manifestaciones.

Pretender que una rejión marítima, distante, aislada, sin punto alguno de contacto en su naturaleza física, moral e industrial con el resto de la Nueva Granada, como sucede al Istmo de Panamá, se rija por un gobierno idéntico al de las otras secciones, prueba, cuando no ignorancia de su especialidad, espíritu mezquino i desconfiado.

Ya he tenido ántes ocasión de decirlo. Ábrese el mapa de la América, póngase en manos de un estranjero poco versado en la jeografía americana, márquese el Istmo de Panamá, i pregúntesele a qué nación pertenece, o si más bien no cree que constituya un Estado independiente. Es mui probable que al observar su singular posicion, piense que no hace parte de los Estados vecinos, pero a lo menos es seguro que no verá razón para conjeturar que corresponde a la Nueva Granada, si no son los colores que el artífice, más versado en el asunto, puso en el mapa con el designio de separar sobre el papel las diferentes nacionalidades...

2. La cuestión política y el istmo de Panamá como centro de poder administrativo y judicial durante la época colonial española:

Sea como fuere, lo que no admite duda es, que la administración del territorio del Istmo nunca fué tan dependiente de los Presidentes o Virreyes de Nueva Granada como la de las otras provincias que le pertenecian, pues aun en tiempos no mui lejanos, como a fines del siglo anterior i principios del actual, la mayor parte de los negocios graves de Panamá i Veraguas se consultaban directamente a la Corte. Otros hechos que voi a esponer confirman la aserción de que el Gobierno superior del Istmo no era esactamente igual al de las otras provincias granadinas.

3. La independencia de Panamá de España:

Quede pues para nosotros solos la gloria de nuestra emancipación; quede la de habernos unido a Colombia, cuyo esplendor nos deslumbró i cuyo derecho sobre el Istmo era ninguno. Al declarar que nos incorporábamos a aquella República, no fué por sentimiento de deber sino por reflexion, por cálculo i previo un detenido debate, que conocen mui bien los contemporáneos de nuestra independencia. Si en vez de unirnos a Colombia, hubiéramos tenido por conveniente constituirnos aparte, ¿nos habría hecho la guerra aquella República? Puede ser que los mismos a quienes parecía insoportable el derecho de la fuerza cuando lo ejercía España, lo hubiesen encontrado mui racional cuando lo hacía valer Colombia; pero no es la cuestión si había en América un pueblo bastante poderoso i bastante injusto para vencernos i anexarnos con la elocuente demostración del pirata; es la cuestión si el derecho independiente de la violencia, la facultad incuestionable de disponer de nuestra suerte, la soberanía conquistada el 28 de noviembre de 1821, estaban o no de nuestra parte...

4. La separación de Panamá de la Gran Colombia en 1830 y 1831:

Ni siquiera hubo rebelion, en el sentido más lato que se quiera dar a la palabra; porque Colombia había desaparecido i la Nueva Granada que no existía como nación. Venezuela rechazando la Constitución de 1830, i el Ecuador apartándose también poco después de la comunidad colombiana, habian hecho nugatoria la lejitimidad representada por el Vicepresidente Caicedo, aun después de la destrucción del gobierno intruso encabezado por Urdaneta. La Convención neogranadina estaba convocada;pero aún no se había reunido, i los istmeños podían enviar o no a ella sus diputados; i caso de enviarlos, darles instrucción de no aceptar para el Istmo una constitución que no estuviese fundada en el sistema federativo.

Júzguese pues con qué injusticia fueron molestados los señores José de Obaldía i Mariano Arosemena por su participación, poca o mucha, real o imajinaria en el pronunciamiento de Panamá. Ellos han debido en mi concepto, dar por toda contestación, que el uso de la soberanía i de la voluntad popular es un derecho perfecto, i que cuando al usarla se procura el bien del país, donde se ha nacido, lejos de cometer un delito, se ejerce un acto de virtud, la virtud del patriotismo, porque la patria es esencialmente la tierra natal.

5. El establecimiento del Estado del Istmo en 1840:

No se limitaron a esto los trabajos de la Convención, que en realidad llenó cumplidamente su objeto, dando una Constitución i muchas leyes importantes. Un año entero duró el Estado del Istmo. Las atenciones del Gobierno nacional en aquella cruda guerra, no le habían permitido escitar formalmente a las provincias de Panamá i Veráguas a reincorporarse a la Nueva Granada bajo la bandera constitucional de 1832. Pero en diciembre de 1841, cuando ya todo el resto de la República había vuelto al punto de partida de 1839, el Istmo pobre, débil i amenazado con todas las fuerzas victoriosas en Huilquipamba, Aratoca, Tescua i la Chanca, mal de su grado renunció a un estado de cosas que había sido siempre su gran desideratum, i que había demostrado la posibilidad de marchar útil i airosamente por el camino emprendido. Las provincias istmeñas volvieron, como la cola de un cometa, ajirar por fuerza tras el cuerpo del astro, que se estendía de Riohacha a Túquerres, i del Chocó a Casanare.

## Pensamiento político
Para comprender el pensamiento político de Justo Arosemena es necesario remitirse al contexto histórico en el cual vivió, porque en la mayoría de sus reflexiones realiza una lectura de la realidad a partir de las teorías filosóficas y políticas que siguió a lo largo de su vida.

### Contexto histórico
Después de un estancamiento económico, para 1849 Panamá volvió a establecerse como ruta de paso entre el océano Atlántico y el Pacífico. Este renacimiento se dio como resultado del descubrimiento de oro en California, que sería denominada como La Fiebre del Oro o La Californiana. Dado que atravesar Estados Unidos por tierra era muy difícil, los viajeros usaban al istmo como la principal zona de paso entre Nueva York y San Francisco. Durante las primeras décadas de la fiebre del oro los panameños colombianos obtuvieron grandes ganancias económicas, ya que los estadounidenses les pagaban por sus servicios de transporte, fuera por medio de las canoas a lo largo de los ríos, o al usar mulas o sus propias espaldas para transportarlos a través de los caminos.
Para la década de 1850 la Panama Railroad Company of New York City comenzó la construcción del ferrocarril que atravesaría el istmo, y que se inauguró en 1855. Al mismo tiempo, algunas empresas privadas norteamericanas empezaron a invertir en tabogas –pequeñas embarcaciones a vapor– para que fueran usadas en la zona de tránsito. Así, Panamá dejó de ser una ruta de paso en la cual los viajeros debían permanecer semanas, para convertirse entonces en una franja de tierra que se podía atravesar en pocas horas. A esto contribuyó también la coordinación de los horarios de salida y llegada de barcos desde y hacia Estados Unidos. Estos dos hechos, acompañados de los cambios políticos que se estaban dando en Colombia (Abolición de la Esclavitud en 1852 y Aprobación del Voto Universal Masculino en 1853) crearon tensiones en cuanto a las cuestiones de soberanía y de las relaciones raciales que se presentaban en el istmo. Para el primer caso, la situación geopolítica que ahora ocupaba Panamá hizo latente la pregunta de quién debía ejercer la soberanía sobre este tipo de territorio tan importante para el desarrollo del comercio mundial. De las diferentes respuestas que se ofrecieron cabe resaltar la proporcionada por Justo Arosemena en el ensayo El Estado Federal de Panamá, en la cual proponía la creación de un Estado Federal, autónomo mas no independiente, que ejerciera su soberanía en ciertos campos, pero que en otros siguiera dependiendo de Colombia.
Al tiempo que se presentaba esta coyuntura en Panamá, en América Central, especialmente en Nicaragua, se estaba dando el fenómeno del filibusterismo. Los filibusteros eran veteranos de guerra norteamericanos que invadían porciones de tierra en ciertos países para crear gobiernos independientes, que luego fueran aceptados por el gobierno estadounidense. Para la década de 1850, William Walker, uno de los principales filibusteros, depuso al presidente de Nicaragua e impuso allí su mandato. Este tipo de retos directos a las soberanías de las jóvenes repúblicas americanas creó sentimientos de miedo e inseguridad. Así, según el historiador estadounidense Aims McGuinness, las muestras del expansionismo estadounidense, expresadas en Panamá y Nicaragua durante la década de 1850, crearon una suerte de idea de integración regional entre los países de Centroamérica. Igualmente, como resultado de los cambios políticos expresados en la abolición de la esclavitud y el sufragio universal masculino en Colombia, la amenaza filibustera era vista con mayor miedo por las clases populares del istmo, normalmente negros, ya que al crearse gobiernos independientes por parte de filibusteros norteamericanos, estos podrían reimponer la esclavitud. Este miedo estaba fundamentado, principalmente, en los ataques a las soberanías republicanas de América, y en el hecho de que la esclavitud todavía existiera en el sur de Estados Unidos, lo que cambiaría luego de la guerra de Secesión (1861-1865).
En este contexto de expansión estadounidense acompañado de ataques a las soberanías, inicio de las ideas federales en Colombia, y tensiones raciales y políticas que surgían de todo lo anterior, las propuestas plasmadas por Justo Arosemena en sus escritos son esenciales para comprender su pensamiento político, en especial en lo que se refiere al Federalismo y a la idea de América Latina.

### Federalismo
Con su ensayo titulado El Estado Federal de Panamá (1855) Justo Arosemena buscaba explicar los motivos por los cuales él había propuesto, desde 1852, la necesidad de establecer un gobierno autónomo en el istmo y, asimismo, un gobierno federal en toda Colombia. El ensayo comienza con una disquisición en la cual Arosemena afirma que a lo largo de la historia, comenzando en la Antigüedad Clásica, se ha visto que el principio de la nacionalidad se encuentra en los pueblos que ocupan reducidos espacios geográficos –polis griegas, por ejemplo–, y que el desarrollo de sentimientos nacionales en grandes espacios solo se da cuando se reúnen, bajo el ejercicio de la violencia y la fuerza, a algunos pueblos con características heterogéneas, razón por la cual dicha unión está destinada a fracasar. Igualmente, Arosemena afirma que las uniones de varios pueblos, expresados en las ligas de ciudades griegas, son concesiones temporales que se diluyen cuando se alcanza el fin que promovió la unión. A partir de estos ejemplos, Arosemena afirma que para el caso de Panamá era necesario fundar un Estado Soberano Autónomo, que se enmarcara en un sistema de gobierno federal. Arosemena afirma entonces: «De aquí el sistema moderno conocido con el nombre de federal: sistema propio de las repúblicas, sistema opuesto al central, que es inherente a la monarquía y al despotismo». 

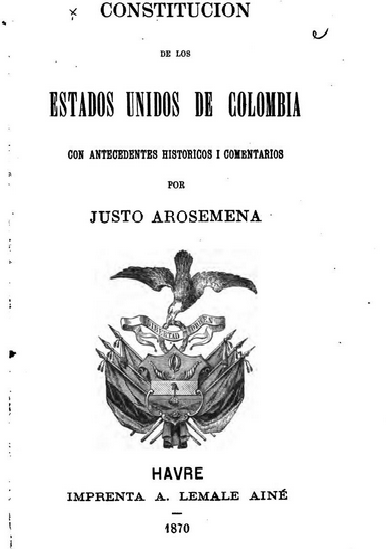
Portada de la Constitución de los Estados Unidos de Colombia con algunos comentarios realizados por Justo Arosemena.

A partir de esta definición del federalismo como el sistema de gobierno acorde con las repúblicas, Arosemena afirma: «Busquemos pues, en buena hora, por medio de asociaciones de pueblos, los medios de acercarnos en lo posible al grado de fuerza que admiramos y tememos en las grandes naciones, pero dejando a los asociados su gobierno propio, en toda la extensión compatible con el poder general indispensable para la seguridad común». De igual forma, Arosemena realiza toda una disertación sobre la historia de Panamá, y la manera en que, desde su fundación, el istmo contó con una autonomía administrativa, a pesar de que en algunos momentos de la Colonia dependió de otros virreinatos (Perú y Nueva Granada). Debido a esta disertación, la mayoría de historiadores consideran a Arosemena el padre de la nacionalidad panameña.
Luego de un largo examen de los intentos de Panamá por establecerse como estado autónomo, empezando en 1821 y terminando en 1840, Arosemena afirma que las propuestas que él presentó al Congreso colombiano en 1852, en torno a la creación de un Estado soberano y autónomo en el istmo, respondían a una necesidad de que dicha provincia pudiera tomar decisiones sobre ciertos asuntos, en especial en cuanto al comercio y la asignación de funcionarios públicos. Para sostener estos puntos, Arosemena afirma que el sistema de gobierno existente en Colombia era puramente centralista y, por lo tanto, las decisiones del Congreso, en lo que respectaba a problemas específicos de las provincias, se solucionaban con poca rapidez, además de que dichas decisiones eran tomadas por congresistas que muchas veces no conocían ni habían estudiado la situación del país a cabalidad.
Entonces, la propuesta de Arosemena giraba en torno a la idea de realizar un experimento federal en Panamá, para así demostrar que la delegación de ciertas decisiones en los poderes municipales –mientras que el gobierno central solo se dedicaba a legislar sobre cuestiones de seguridad nacional y del interés general de toda la república– sería útil en la medida en que permitiría que las decisiones administrativas y económicas de las provincias fueran tomadas dentro de estas, permitiendo así mayor velocidad en el ejercicio político, a la vez que las personas que tomaban las decisiones eran personas que conocían a cabalidad la provincia. En resumen, se puede decir que la propuesta de federalismo de Justo Arosemena buscaba una autonomía para los gobiernos municipales, con el fin de que estos pudieran tomar decisiones políticas, a la vez que renunciaban a una parte de su soberanía, cedida al gobierno central, para que este se encargara de las cuestiones de interés nacional. Y efectivamente, la propuesta de Arosemena fue aceptada, porque el mismo año en que se publicó el ensayo (1855) se estableció el Estado de Panamá, del cual Justo Arosemena sería el primer presidente.
En contraste con la proposición de Arosemena, los liberales radicales que tomarían el poder en 1863 buscaron responder a tres problemas fundamentales: uno político, uno económico y uno cultural. Como respuesta se creó la Constitución de Rionegro, en la cual se estableció una república federal con un sistema económico liberal, y que promovía la educación laica. La Constitución de Rionegro presentaba a Colombia como una federación compuesta por nueve estados: Antioquia, Bolívar, Boyacá, Cauca, Cundinamarca, Magdalena, Santander, Tolima y Panamá. Dicho sistema federal se apoyaba en la idea de que los Estados Soberanos tenían derecho a crear una constitución y unos códigos propios, y a elegir a su presidente de manera autónoma; por su parte, al gobierno central solo le competían los asuntos de relaciones exteriores y comercio, las posibles guerras que se presentaran, el crédito público, las vías fluviales, crear un sistema de pesos y medidas unificado, y, por último, el mantenimiento de la fuerza pública. A pesar de todas las libertades que se le concedieron a las provincias, ahora Estados Soberanos, y de que Arosemena haya participado como presidente de la convención que redactó la carta constitucional de 1863, él mismo afirmaría que la Constitución de Rionegro había ampliado mucho los derechos civiles, pero había olvidado dotar de medios y garantías para que estos pudieran ser ejercidos.

### La idea de América Latina: Federación Colombiana
El 15 de abril de 1856, en la Ciudad de Panamá se presentó el incidente de la tajada de sandía que es uno de los enfrentamientos violentos más recordados en la historia colombiana y panameña. Básicamente, el enfrentamiento comenzó cuando uno de los estadounidenses que usaban el istmo como zona de paso durante la fiebre del oro, pidió a José Manuel Luna una tajada de sandía, a la que solo daría un mordisco antes de escupirla. Luna le dijo al estadounidense que debía pagar por la fruta, pero el hombre le respondió con malas palabras, a lo que Luna contestó: «aquí no estamos en Estados Unidos». El hombre desenfundó una pistola, y le dijo a Luna que no lo podía tratar así. Gran cantidad de personas se reunieron en torno a lo que estaba ocurriendo, cuando de repente un chileno se abalanzó sobre el estadounidense y le arrebató la pistola. A partir de esto se desencadenaron los hechos violentos, de los cuales resultaron 17 muertos: dos colombianos panameños y quince estadounidenses. Este suceso refleja los hechos que estaban ocurriendo en Panamá: el florecimiento de ideas federales, tensión entre las clases negras pobres y los blancos inmigrantes que cruzaban el istmo, y las preguntas que se estaban presentado en torno a la soberanía del istmo.
Como respuesta a estos hechos, Justo Arosemena escribió un artículo titulado La Cuestión Americana, en el que argumentaba que en esos momentos se estaba presentando una de las situaciones más problemáticas en territorio americano, y que no solo concernía a los americanos como habitantes del hemisferio occidental, sino a todo el mundo, ya que América Central, y en especial Panamá, ocupaba una posición geopolítica importante como zona de tránsito entre los océanos Atlántico y Pacífico. Dicha situación era la expansión estadounidense, que estaba poniendo en peligro la soberanía de las jóvenes repúblicas americanas. Como solución a ese expansionismo, Arosemena llamaba a la unidad de las repúblicas latinas (incluyendo a Brasil) para formar así una alianza o federación bajo el nombre de Federación Colombiana, retomando una de las ideas planteadas por Francisco Miranda a principios del siglo XIX. De igual forma, si dicha federación de repúblicas se asentaba sobre la base de gobiernos federales libres, civiles y pacíficos, esta permitiría que la unión se convirtiera en una potencia continental.

Portada del Periódico El Neogranadino del 15 de julio de 1856, donde Justo Arosemena publicó la primera parte de su ensayo “La Cuestión Americana”

Algunos autores han realizado análisis que giran en torno al pensamiento de unificación continental propuesto por Justo Arosemena. El primero de ellos es Joaquín Santana Castillo, quien afirma que el pensamiento de Arosemena se caracteriza por un intento de desarrollo de la identidad a partir de la diferencia, lo cual quiere decir que la propuesta de integración continental de Arosemena busca crear una identidad latinoamericana, a partir de la diferencia con Estados Unidos. El segundo autor que analiza el pensamiento de Arosemena es el estadounidense Aims McGuinness. Él afirma que la propuesta de integración regional de Arosemena es un proyecto político racializado –porque se piensa la diferenciación política en términos de raza– en el que se enfrenta a la raza yankee, que habita Estados Unidos, contra la raza latina, que habita las repúblicas hispanoamericanas. En esta dirección, Arosemena califica a la raza yankee como una raza materialista y de salteadores de naciones, y afirma:
Y desde el primer día, esa generación, esa raza que de proscrita habrá de convertirse en conquistadora un día, se pone a la obra. En vez de explotar la tierra, porque el oro no se encuentra en su región, funda una sociedad, levanta pueblos, se da un carácter propio, y emprende crear una civilización tan nueva como el terreno que habrá de germinar. Así, al comenzar no más, esa sociedad se acrecienta con los aluviones sociales de otros pueblos, –crece y crece sin cesar:– esa raza se mezcla con todas las poblaciones advenedizas; y careciendo casi desde su origen de tipo y carácter nacional, busca su tipo en el interés industrial, y se da su carácter anónimo en el espíritu invasor de la conquista.
Del otro lado, Arosemena califica a la raza latina como una raza espiritual, heroica y caballeresca, pero que se encuentra degenerada. Dicha degeneración solo se superará con ayuda de la democracia. Así, Arosemena afirma:
Es entonces que la civilización latina empieza su camino en América, porque es entonces que la raza sentimental encuentra apelando a la Democracia, el elemento de su fuerza de su progreso y de su gloria.

## Obras
Justo Arosemena escribió una serie de ensayos que enmarcan su obra como jurista y sociólogo. El más relevante de todos es El Estado Federal de Panamá, en donde hace una descripción de la historia local panameña, exponiendo diversos argumentos en favor de la creación de un estado federal dentro de la Confederación Granadina; es así que en 1855 se cristalizan estas ideas con la creación del Estado Federal de Panamá. Este ensayo es considerado el estudio más completo sobre la nacionalidad panameña en el siglo XIX.
Otros ensayos:
- Apuntamientos para la introducción a las ciencias morales y políticas (1840).
- Examen sobre la franca comunicación entre los océanos (1846).
- Principios de moral política (1849).
- Código de moral fundada en la naturaleza del hombre (1860).
- Estudios sobre la idea de una liga americana (1864).
- Constituciones políticas de América Meridional (1870).
- Estudios constitucionales (1878).
- The institution of marriage in the United Kingdom (1879).
- El matrimonio ante la ley.

## Actualidad

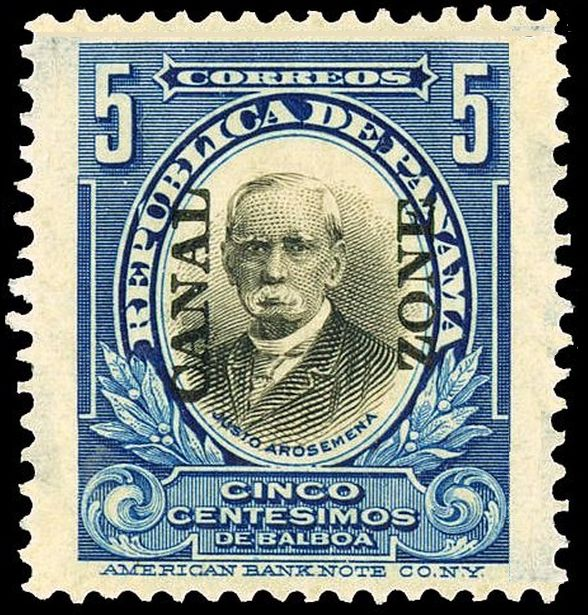
Justo Arosemena en un sello conmemorativo de 1909.

Presencia simbólica de Justo Arosemena
Este sobresaliente istmeño del siglo xix sigue presente en nuestros días bajo diferentes símbolos que expresan sus contribuciones a la identidad nacional, la educación, la conciencia cívica, el derecho y las ciencias políticas.
Sitios y edificaciones
- La sede de la Asamblea Nacional de diputados en Ciudad de Panamá tiene por nombre Palacio Justo Arosemena.
- La Escuela de Oficiales de Policía de la Policía Nacional de Panamá ubicada en el antiguo Fort Davis de la provincia de Colón, lleva su nombre.
- El Instituto Justo Arosemena, colegio de estudiantes fundado el 9 de agosto de 1954 y ubicado actualmente en Brisas del Golf, en su honor lleva su nombre.
- El Centro Educativo Básico General Justo Arosemena, escuela pública de premedia ubicada en el corregimiento de Santa Ana, lleva también el nombre del istmeño.
- La avenida 3.ª Sur, que atraviesa la Ciudad de Panamá, desde la estación del Metro (línea 1) ubicada en la Plaza 5 de Mayo hasta conectar con la Vía España a la altura de la intersección con la Avenida 4.ª Sur, es una de las más concurridas y se le conoce usualmente como la avenida Justo Arosemena, denominación que mantiene su vigencia en virtud del Acuerdo Municipal de Panamá No.22 de 1994.

Celebraciones
- El día de los abogados en Panamá se celebra el 9 de agosto de cada año, en recordatorio de la fecha de nacimiento de este jurisconsulto.

Condecoraciones
- Medalla Dr. Justo Arosemena. Condecoración otorgada por la Asamblea Nacional. Su establecimiento está contenido en el Reglamento Orgánico del Régimen Interno de la Asamblea Nacional, Título XIV. El desarrollo reglamentario para su otorgamiento, en una resolución de Directiva.

Actividades oficiales relacionadas con la conmemoración del bicentenario de su nacimiento
Bajo la presidencia de Juan Carlos Varela Rodríguez, se creó mediante Decreto Ejecutivo No.359 de 9 de agosto de 2016, el Comité Organizador de la Conmemoración del Bicentenario del Nacimiento de Don Justo Arosemena, con una vigencia de dos años. El Comité Organizador, presidido por el connotado abogado y constitucionalista, doctor Carlos Bolívar Pedreschi, impulsó la realización de numerosos eventos de académicos dirigidos a la población en general, con el propósito de demostrar la vigencia universal de pensamiento del doctor Justo Arosemena. Este Comité fue también el gestor de varias iniciativas, entre ellas: la aprobación y ejecución de la ley 63 de 2017, que autoriza la acuñación de 1000 monedas para coleccionistas y hasta un millón de balboas en monedas de veinticinco centésimos de circulación corriente, con la efigie de Justo Arosemena a colores; la aprobación por el IFARHU de la Resolución No.268 de 2018, que crea el Programa de Becas Dr. Justo Arosemena, para estudios de posgrado en Ciencias Políticas, derecho constitucional, relaciones internacionales y sociología; una emisión postal conmemorativa del bicentenario de su nacimiento a cargo de la Dirección de Correos y Telégrafos del Ministerio de Gobierno; la impresión también de la efigie de Justo Arosemena en los billetes y chances de la Lotería Nacional de Beneficencia, correspondiente al sorteo del 9 de agosto de 2017. También el Comité brindó su respaldo a la historiadora Marixa Lasso para realización en Bogotá, Colombia, de la exposición visual internacional: Las preguntas de Don Justo, con la colaboración de la Biblioteca Nacional de Colombia y la Embajada de Panamá en Colombia en el mes de marzo de 2018. Posteriormente, esta exposición fue recreada en Panamá, gracias al apoyo del Museo del Canal Interoceánico de Panamá y del Ministerio de la Presidencia, y exhibida en julio de 2018 en el Museo del Canal, luego en la Feria Internacional del Libro que organiza la Cámara Panameña del Libro en agosto de 2018. Actualmente se encuentra en exhibición en la Biblioteca Nacional Ernesto J. Castillero.
El Comité Organizador estuvo compuesto por las siguientes personalidades: Carlos Bolívar Pedreschi (presidente), Harley James Mitchell D. (Vicepresidente), Lcdo. José Alberto Álvarez, Prof. Fernando Aparicio, doctor Alfredo Castillero Calvo, Marco Gandásegui, Lcdo. Jorge Giannareas, Lcda. Ana Matilde Gómez Ruiloba, Carlos Guevara Mann, Licdo. Hernando Franco Muñoz, Lcda. María Luisa Navarro, Lcdo. Luis Eduardo Quirós Bernal, Ana Victoria Sánchez, Sr. Olimpo Sáez y la Aura Emérita Guerra de Villalaz.